# Јонска острва
Јонска острва (грч.  /Ionia Nisia) или Седам острва (гр: грч.  - Eptanisa), како их још називају у Грчкој, су скупина од седам већих и више мањих острва дуж источне обале Јонског мора. Већина њих припада истоименој периферији Грчке.

## Природни услови
Скупину Јонских оства чине (од севера ка југу):
1. Крф (гр:грч. )
2. Паксос (гр:грч. )
3. Лефкада (гр:грч. )
4. Итака (гр:грч. )
5. Кефалонија (гр:грч. )
6. Закинтос (гр:грч. )
7. Китира (гр:грч. )

Мања јонска острва су:
- Антипаксос

Првих шест острва налазе се у оквиру периферије Јонска острва, док Китира, која се налази југоисточно од Пелопонеског полуострва, припада периферији Атика.

## Порекло назива
Назив острвља упућује на везу са древном Јонијом у Малој Азији. Међутим, веза је случајна и не треба је мешати.
Како су Млеци дуго владали острвима тако данас постоје „двојни“ називи за острва, грчка и италијанска/енглеска. Нпр.:
- Крф: грч.  – Керкира, итал. Corfù – Корфу,
- Закинтос: грч. Ζάκυνθος – Закинтос, итал. Zante – Занте.

## Историја
Јонска острва населили су древни Грци још у време праисторије (око 1200. п. н. е.). Током раздобља старе Грчке острва су била под надзором Коринта, али због рубног положаја без значајније улоге у дешавањима међу грчким полисима. 146. године п. н. е. острва, као и већи део Грчке, потпада под власт Римљана. У време Римљана и, касније, Византије острва вековима остају без значајних дешавања и преврата.
Од краја 11. века Јонска острва почињу нападати прво Сарацени, а потом и Нормани и Млечани. 1185. године сва острва осим Крфа прелазе у руке Нормана са Сицилије. Млечани освајају Крф и Китеру у Четвртом крсташком рату 1204. године. Млечани су проширили власт и на остала острва до краја краја 15. века, учинивши их својим испостава за трговину са Истоком. Тако су Јонска острва остала једини део грчког света који је остао изван османске власти, па су одиграла важну улогу у касније развоју грчке народне свести.
Током следећих векова племство са острва се у потпуности италијанизирало и примило римокатоличанство, али је обично становништво остало одано православљу и грчком језику и култури. Током 18. века оно је постало „искра“ буђења грчке националне свести, па су стога ту стекли многобројни грчки културни и политички посленици.
1797. године пропашћу Млетачке републике под Француском Наполеона Бонапарте почиње метеж на острвима, која су следеће три деценије примале власт прво Француске, потом Русије и Османског царства, потом поново Француске, да би коначно 1815. године острва добија аутономију под британским надзором. Током пола века британске власти привреда Јонских острва је веома напредовала. Међутим, жеља месних Грка за прикључењем матици, новооснованој Грчкој, била је велика, па су Јонска острва коначно прикључена матици 1864. године. Британци су задржали права коришћења луке града Крфа за потребе своје морнарице.
Пропашћу Грчке током Другог светског рата 1941. године сва Јонска острва сем Китере долазе под власт фашистичке Италије која се током 3-годишње окупације трудила да поново „италијанизује“ острва, али без већих успеха. 1944. године острва су ослобођења од стране Британаца. Иако Други светски рат није донео много разарања, 1953. године десио се јак земљотрес, који је посебно наштетио Кефалонији и Закинтосу. Током следећих година острва су обнављана, али то није спречило масовно исељавање месног становништва у велике градове Грчке или у емиграцију. Последњих деценија на Јонским острвима се развија туризам, који је данас окосница развоја острвске привреде, па последњих 20-ак година острва поново имају пораст становништва и стандард изнад просека државе.